# Train in Vain
| Оценки критиков | Оценки критиков |
| Источник        | Оценка          |
| --------------- | --------------- |
| AllMusic        | Без оценки      |

«Train in Vain» — песня британской рок-группы The Clash с их альбома 1979 года London Calling.
В США и Канаде песня была в 1980 году издана отдельным синглом (с песней «London Calling» на другой стороне).
В 2004 году журнал Rolling Stone поместил песню «Train in Vain» в исполнении группы Clash на 292 место своего списка «500 величайших песен всех времён». В списке 2011 года песня находится на 298 месте.
В Великобритании сингл с этой песней достиг 27 места (в национальном чарте синглов UK Singles Chart).